# Churamiti maridadi
Churamiti maridadi är en groddjursart som beskrevs av Alan Channing och Stanley 2002. Churamiti maridadi ingår i släktet Churamiti och familjen paddor. IUCN kategoriserar arten globalt som akut hotad. Inga underarter finns listade i Catalogue of Life.